# Узьма
Узьма — река в России, течёт по территории Котласского района Архангельской области и Великоустюгского района Вологодской области. Устье реки находится в 44 км по правому берегу реки Удима. Длина реки составляет 30 км. Площадь водосборного бассейна — 136 км².
В 24 км от устья, по левому берегу Узьмы впадает река Башаровка.

## Данные водного реестра
По данным государственного водного реестра России относится к Двинско-Печорскому бассейновому округу, водохозяйственный участок реки — Северная Двина от впадения реки Вычегда до впадения реки Вага, речной подбассейн реки — Северная Двина ниже места слияния Вычегды и Малой Северной Двины. Речной бассейн реки — Северная Двина.
Код объекта в государственном водном реестре — 03020300112103000025339.